# Ratsch an der Weinstraße
Ratsch an der Weinstraße est une ancienne commune autrichienne du district de Leibnitz en Styrie.